# Kamchay Mear
Kamchay Mear är ett distrikt i Kambodja.   Det ligger i provinsen Prey Veng, i den södra delen av landet, 80 km öster om huvudstaden Phnom Penh.